# Capa límit de Blasius
En física i mecànica dels fluids, la capa límit de Blasius (anomenada amb el nom de Paul Richard Heinrich Blasius) descriu la capa límit estacionària, bi-dimensional i laminar que es formar en un semi-pla infinit que se sosté paral·lel a un flux unidireccional constant. Falkner i Skan més tard van generalitzar la solució de Blasius per fluxos de cantonada, és a dir, fluxos en què la placa no és paral·lela al flux.

## Equacions de capa límit de Prandtl

Un diagrama esquemàtic del perfil de velocitats de Blasius. Es mostra la component en el sentit del corrent

Utilitzant arguments d'escala, Ludwig Prandtl va argumentar que al voltant de la meitat dels termes en les equacions de Navier-Stokes són negligibles en els fluxs de capa límit (exceptua en una regió petita a prop la vora davantera de la placa). Això porta a un conjunt reduït d'equacions conegudes com les equacions de capa límit. Per fluxos estacionaris (sense dependència amb el temps) i incompressibles (densitat i viscositat constants), les equacions són les següents:
Continuïtat : {\displaystyle {\dfrac {\partial u}{\partial x}}+{\dfrac {\partial v}{\partial y}}=0}
{\displaystyle x}-Moment: {\displaystyle u{\dfrac {\partial u}{\partial x}}+v{\dfrac {\partial u}{\partial y}}=-{\dfrac {1}{\rho }}{\dfrac {\partial p}{\partial x}}+{\nu }{\dfrac {\partial ^{2}u}{\partial y^{2}}}}
{\displaystyle y}-Moment: {\displaystyle {\dfrac {\partial p}{\partial y}}=0}
Aquí el sistema de coordenades és, per conveni, amb 
{\displaystyle x} assenyalant paral·lelament a la placa en direcció del flux i la coordenada {\displaystyle y} assenyalant cap al corrent lliure, {\displaystyle u} i {\displaystyle v} són les velocitats en els eixos {\displaystyle x} i {\displaystyle y} respectivament, {\displaystyle p} és la pressió, {\displaystyle \rho } és la densitat i {\displaystyle \nu } és la viscositat cinemàtica.
Aquestes tres equacions diferencials parcials per {\displaystyle u}, {\displaystyle v} i {\displaystyle p} es poden reduir a una única expressió per {\displaystyle u} com es mostra a continuació:
- Integrant l'equació de continuïtat en {\displaystyle y}, {\displaystyle v} es pot expressar com a funció de {\displaystyle u}:

{\displaystyle v=-\int {\dfrac {\partial u}{\partial x}}dy}
- L'equació del moment en {\displaystyle y} implica que la pressió a la capa límit ha de ser igual a la del corrent lliure per qualsevol valor de la coordenada {\displaystyle x}. Com que el perfil de velocitats és pla en el corrent lliure, no hi ha efectes viscosos i s'aplica la llei de Bernoulli:

{\displaystyle {\dfrac {p}{\rho }}+{\dfrac {U_{\infty }^{2}}{2}}=} constant
o, després de la diferenciació:
{\displaystyle {\dfrac {1}{\rho }}{\dfrac {dp}{dx}}=-U_{\infty }{\dfrac {dU_{\infty }}{dx}}}
Aquí {\displaystyle U_{\infty }} és la velocitat del corrent lliure. Les derivades no són parcials, ja que no hi ha variació respecte la coordenada {\displaystyle y}.
La substituació d'aquest resultat en l'equació del moment en {\displaystyle x} porta a:
{\displaystyle u{\dfrac {\partial u}{\partial x}}-{\dfrac {\partial u}{\partial y}}\int {\dfrac {\partial u}{\partial x}}dy=U_{\infty }{\dfrac {dU_{\infty }}{dx}}+{\nu }{\dfrac {\partial ^{2}u}{\partial y^{2}}}}
Diverses solucions de similitud a aquesta equació s'han trobat per diferents tipus de flux, inclosa la capa límit per plaques planes. El terme similitud fa referència a la propietat que els perfils de velocitats en diferents posicions {\displaystyle x} en el flux són iguals apart d'un factor d'escala. Aquestes solucions es presenten sovint amb la forma d'equacions diferencials ordinàries no lineals.

## Equació de Blasius

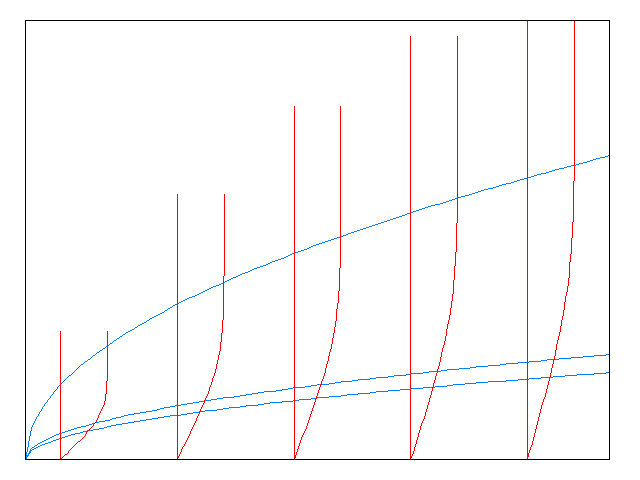
Desenvolupament la capa límit de Blasius (no en escala). El perfil de velocitats es mostra en vermell en les posicions seleccionades al llarg de la placa. Les línies blaves representen, de dalt a baix, la línia de corrent que té sota el 99% del fluid, l'espessor de desplaçament i.

Blasius va proposar una solució de similitud pel cas en què la velocitat en el corrent lliure és contant, {\displaystyle \partial U/\partial x=0}, que correspon a la capa límit sobre una placa plana orientada paral·lelament al flux lliure. En primer lloc, va introduir la variable de similitud.
{\displaystyle \eta ={\dfrac {y}{\delta (x)}}=y{\sqrt {\dfrac {U}{2\nu x}}}}
on {\displaystyle \delta (x)={\sqrt {2\nu x/U}}}és proporicional a l'espessor de la capa límit. El factor 2, que és de fet un afegitó que White va apuntar, evita la constant en l'equació diferencial final. Posteriorment, Blasius va proposar la funció de corrent:
{\displaystyle \psi ={\sqrt {2\nu Ux}}f(\eta )}
en què la funció de corrent normalitzada introduïda, {\displaystyle f(\eta )}, és només funció de la variable de similitud. Això porta directament als components de velocitat:
{\displaystyle u(x,y)={\dfrac {\partial \psi }{\partial y}}=Uf'(\eta )}
{\displaystyle v(x,y)=-{\dfrac {\partial \psi }{\partial x}}={\sqrt {\dfrac {\nu U}{2x}}}(\eta f'-f)}
en què la prima denota la derivada respecte {\displaystyle \eta }.
Substituint en l'equació del moment porta a l'equació de Blasius
{\displaystyle f'''+f''f=0}
Això és una equació diferencial ordinària que es pot solucionar numèricament. Les condicions de capa límit són les de no lliscament (velocitat tangent nul·la a la paret):
{\displaystyle u(x,0)=0\rightarrow f'(0)=0}
impermeabilitat a la paret (velocitat perpencicular nul·la a la paret)
{\displaystyle v(x,0)=0\rightarrow f(0)=0}
i la velocitat del corrent lliure fora de la capa límit
{\displaystyle u(x,\infty )=U\rightarrow f'(\infty )=1}

## Equació de Falkner-Skan

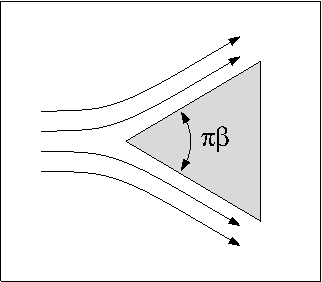
Flux de falca.

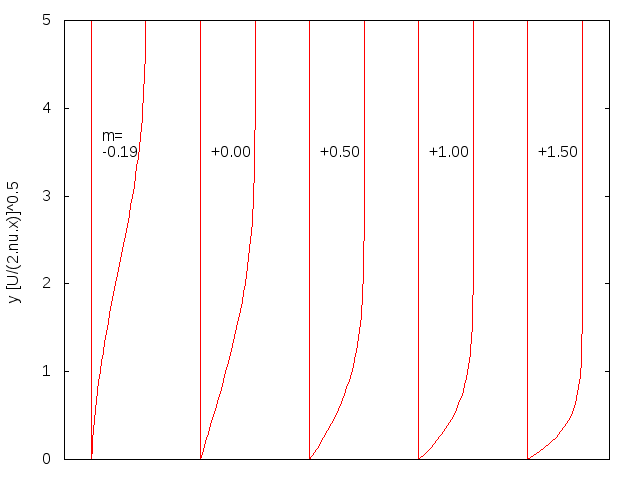
Perfils de capa límit de Falkner-Skan boundary per diferents valors d'.

Es pot generalitzar la capa límit de Blasius considerant la falca a un angle d'atac {\displaystyle \pi \beta /2} respecte un cert camp de velocitats uniforme {\displaystyle U_{0}}. Podem aproximar el flux exterior de la forma:
{\displaystyle u_{e}(x)=U_{0}\left({\frac {x}{L}}\right)^{m}}
en què {\displaystyle L} és la longitud característica i m és una constant adimensional. En la solució de Blasius, m = 0 correspon a l'angle d'atac de zero radiants. Llavors podem escriure:
{\displaystyle \beta ={\frac {2m}{m+1}}.}
Com en la solució de Blasius, s'usa una variable de similitud {\displaystyle \eta } per solucionar les equacions de capa límit.
{\displaystyle \eta =y{\sqrt {\frac {U_{0}(m+1)}{2\nu L}}}\left({\frac {x}{L}}\right)^{(m-1)/2}}
Descriure-ho en termes de la funció de corrent esdevé més fàcil, com es mostra:
{\displaystyle \psi =U(x)\delta (x)f(\eta )={\sqrt {\frac {2\nu U_{0}L}{m+1}}}\left({\frac {x}{L}}\right)^{(m+1)/2}f(\eta )}
Llavors l'equació diferencial inicial, que estava escrita com:
{\displaystyle u{\partial u \over \partial x}+v{\partial u \over \partial y}=c^{2}mx^{2m-1}+{\nu }{\partial ^{2}u \over \partial y^{2}}.}
pot ara ser expressada en termes de l'EDO coneguda com l'equació de Falkner-Skan (que rep el nom de V. M. Falkner i Sylvia W. Skan)).
{\displaystyle f'''+ff''+\beta \left[1-(f')^{2}\right]=0}
Aquí m<0 correspon a un gradient de pressió advers (que sovint provoca la separació de la capa límit), mentre m>0 representa un gradient de pressió favorable. (Noti's que m=0 torna a ser l'equació de Blasius). L'any 1937, Douglas Hartree va demostrar que les solucions físiques per l'equació de Falkner-Skan només existeixen pel rang de valor de m de -0.0905 fins a 2. Per valors més negatius de m, és a dir per gradient de pressió advers més forts, totes les solucions que satisfan les condicions de contorn de {\displaystyle \eta =0} tenen la propietat que {\displaystyle f(\eta )>1} per un rang de valors de {\displaystyle \eta }. Això és físicament inacceptable, ja que implica que la velocitat en la capa límit és més gran que la del corrent lliure.